# Utacchi
Utacchi (うたっち?) es un videojuego no lineal de pop'n music para la Nintendo DS. Fue lanzado el 25 de febrero de 2010 y es la única entrega para la misma consola.
 Se diferencia de pop'n music por las voces como Keysound en vez de notas. Tiene un total de 40 canciones, la mayoría licenciadas y totalmente nuevas, y unas cuantas provenientes de las versiones en arcade.

## Modo de juego

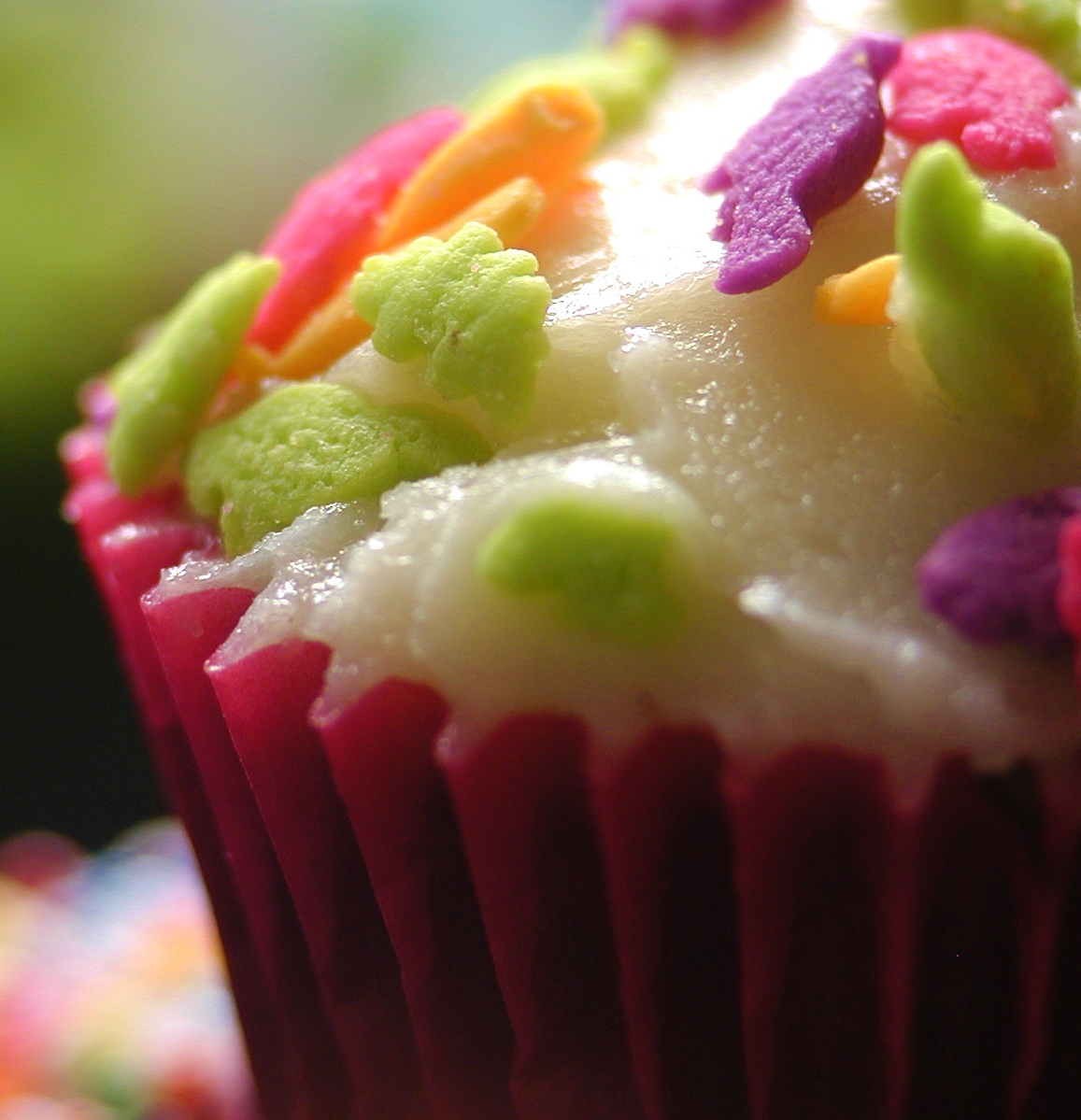
Sweety cupcake by Izee

Utacchi tiene un modo de juego muy similar a la de pop'n music; Hay de uno a cinco filas (generalmente tres por defecto) por donde notas de color caen desde arriba hacia abajo. Cuando las notas llegan al marcador en la parte inferior, el jugador debe tocarlas con el stylus de la DS. A diferencia de los típicos "pop-kuns" en pop'n music, hay cuatro diferentes tipos de notas:
- Rojas: Deben simplemente ser tocadas.
- Amarillas: Tienen que tajarse desde abajo hacia arriba.
- Azules: Tienen que mantenerse presionados, dependiendo cuánto duren.
- Verdes : Deben rasgarse, ya sea vertical u horizontalmente desde el inicio hasta el final de la nota.

Cada nota corresponde una parte de la vocailzación de una canción. El juego cuenta con EFFECTIVE RATE, en que los jugadores deben tener al menos 2/3 de barra llena para completar la canción. 

### Dificultades
Cada canción tiene 3 modos: 1, 3 y 5 filas, y dos niveles de dificultad: Fácil (かんたん) y Difícil (むずかしい) con la excepción del modo de 5 filas, la cual únicamente puede ser jugado en modo Difícil.

### Otras funciones
Existe el menú de opciones, en donde se puede ver las animaciones de los personajes y la demo de juego de las canciones, el tutorial (4 lecciones y visto en Single), el modo normal (en donde se obtiene los puntos al completar la canción), el modo FREE (en donde se puede practicar las canciones) y soporta hasta 4 jugadores conectados vía ad hoc.
El modo FREE se divide en 3 submodos:
- Normal: jugabilidad original.
- Voiced: las voces de la canción original son remplazadas por las del jugador. Debe vocalizar en orden para coincidir correctamente la canción. Las teclas de las filas en juego siguen con la jugabilidad original.
- Karaoke: las voces de la canción original y las teclas de las filas en juego son omitidas. El jugador debe cantar -no vocalizar- totalmente la canción. El modo de 5 filas únicamente puede ser jugado en modo Karaoke.

## Modo de desbloqueo
La manera de obtener nuevas canciones es ganar puntos por cada canción completada de manera satisfactoria. Los puntos son usados en la tienda y cada canción tiene su propio costo. En el modo original (y no en FREE), si un jugador completa la canción, se muestra la cantidad de puntos ganados y el jugador recibe una tarjeta para rasgar. El objetivo es conseguir tres círculos (○) evitando encontrar las equis en cualquier momento (X) para desbloquear personajes (24 en total) o ganar más puntos desde 1P hasta 1000P en total. Es posible obtener el círculo especial (◎), el cual equivale a dos puntos, y es posible completar la cantidad de círculos requeridos sin la necesidad de conseguir más. Además, algunas canciones están bloqueadas y el jugador debe desbloquearlas antes de comprarlas.

## Lista de canciones
Utacchi contiene unas 40 canciones en total, las cuales 27 son licenciadas y 13 son contenido original de Konami. En el videojuego no se muestran los artistas quienes compusieron las canciones y todas las licencias lanzadas son covers. La dificultad está basada en escala de uno a cinco estrellas.

### Lista inicial
| Nombre               | Artista                    | Personaje      | velocidad      | Easy           | Hard           |
| Licensed songs       | Licensed songs             | Licensed songs | Licensed songs | Licensed songs | Licensed songs |
| -------------------- | -------------------------- | -------------- | -------------- | -------------- | -------------- |
| Dreamin              | ステレオポニー             | risette        | ふつう         | ★★★☆☆          | ★★★★☆          |
| アンパンマンのマーチ | 中山マミと森の木児童合唱団 | B-Kun          | ゆったり       | ★☆☆☆☆          | ★★★☆☆          |
| 曇天                 | DOES                       | 六             | ゆったり       | ★☆☆☆☆          | ★★★☆☆          |
| はじめてのチュウ     | なぞなぞパパ               | RIE♥chan       | ゆったり       | ★☆☆☆☆          | ★★☆☆☆          |
| ロコローション       | (sin autor)                | NICKEY         | ふつう         | ★★★☆☆          | ★★★★☆          |
| 残酷な天使のテーゼ   | 高橋洋子                   | Kagome         | ふつう         | ★★★☆☆          | ★★★★☆          |
| 踊るポンポコリン     | (sin autor)                | PIERRE&JILL    | ゆったり       | ★★☆☆☆          | ★★★★☆          |
| ブルーバード         | (sin autor)                | Kagome         | ゆったり       | ★★☆☆☆          | ★★★★☆          |
| 空色デイズ           | 中川翔子                   | Lotte*         | ふつう         | ★★☆☆☆          | ★★★★☆          |
| 創聖のアクエリオン   | (sin autor)                | White-Merry    | ふつう         | ★★☆☆☆          | ★★★★☆          |

### Canciones adquiribles
Estas 2 listas muestran las canciones que se pueden comprar en la tienda del juego.
| Nombre                    | Artista                     | Personaje        | velocidad        | Easy             | Hard             |
| Konami Originals          | Konami Originals            | Konami Originals | Konami Originals | Konami Originals | Konami Originals |
| ------------------------- | --------------------------- | ---------------- | ---------------- | ---------------- | ---------------- |
| GIRIGILI門前雀羅          | Cheki-ROWS                  | NICKEY           | はやめ           | ★★★☆☆            | ★★★★★            |
| 星空に誓うロマンス        | 達見 恵                     | RIE♥chan         | ふつう           | ★★☆☆☆            | ★★★☆☆            |
| あつまれ！ビーくんソング  | B-crews                     | B-Kun            | はやめ           | ★★★☆☆            | ★★★★☆            |
| エンプティ マイ ハート    | ビンビンWAVES               | ice              | ゆったり         | ★★☆☆☆            | ★★★☆☆            |
| MIRACLE FLYER             | TËЯRA                       | LISA             | めちゃはや       | ★★★☆☆            | ★★★★☆            |
| UNLIMITED                 | NMR                         | Timer            | めちゃはや       | ★★★☆☆            | ★★★★☆            |
| NoN-Fiction Story!        | Creative Life               | SPACE★MACO       | めちゃはや       | ★★★☆☆            | ★★★★★            |
| 花吹雪 ～ IIDX LIMITED ～ | S.S.D.FANTASICA feat.ユッコ | KANOKO           | めちゃはや       | ★★★☆☆            | ★★★★☆            |
| 凛として咲く花の如く      | 紅色リトマス                | KANOKO           | めちゃはや       | ★★★★☆            | ★★★★★            |
| Cobalt                    | Des-ROW・組スペシアル       | HAYATO           | めちゃはや       | ★★★☆☆            | ★★★★★            |
| CURUS                     | D-crew                      | flow flow        | ゆったり         | ★★☆☆☆            | ★★★☆☆            |
| ポップミュージック論      | ギラギラメガネ団            | NAKAJI           | めちゃはや       | ★★★★☆            | ★★★★★            |
| HIGH SCHOOL LOVE          | DJ YOSHITAKA feat.DWP       | SYO              | めちゃはや       | ★★★☆☆            | ★★★★★            |

| Nombre                              | Artista                  | Personaje   | velocidad | Easy     | Hard     |
| Licenses                            | Licenses                 | Licenses    | Licenses  | Licenses | Licenses |
| ----------------------------------- | ------------------------ | ----------- | --------- | -------- | -------- |
| LOST ANGELS                         | GACKT                    | KAJIKA      | ふつう    | ★★☆☆☆    | ★★★★☆    |
| 気分上々↑↑                          | mihimaru GT              | LISA        | はやめ    | ★★★☆☆    | ★★★★☆    |
| My Sunshine                         | ROCK'A'TRENCH            | HAYATO      | はやめ    | ★☆☆☆☆    | ★★★★☆    |
| A Perfect Sky                       | BONNIE PINK              | flow flow   | ゆったり  | ★★☆☆☆    | ★★★☆☆    |
| 素直になれたら                      | JUJU feat. Spontania     | Charlotte   | ゆったり  | ★★☆☆☆    | ★★★☆☆    |
| 全力少年                            | スキマスイッチ           | HAYATO      | ふつう    | ★★☆☆☆    | ★★★☆☆    |
| One Night Carnival                  | 氣志團                   | 六          | ふつう    | ★★☆☆☆    | ★★★☆☆    |
| 絶望ビリー                          | マキシマム ザ ホルモン   | NICKEY      | はやめ    | ★★★☆☆    | ★★★★★    |
| そばかす                            | JUDY AND MARY            | White-Merry | はやめ    | ★★★☆☆    | ★★★★☆    |
| ニホンノミカタ -ネバダカラキマシタ- | 矢島美容室               | PIERRE&JILL | ふつう    | ★★☆☆☆    | ★★★★☆    |
| STRENGTH.                           | abingdon boys school     | ice         | ふつう    | ★★☆☆☆    | ★★★★☆    |
| 亡國覚醒カタルシス                  | ALI PROJECT              | Charlotte   | はやめ    | ★☆☆☆☆    | ★★★★★    |
| ハッピー✩マテリアル                 | 麻帆良学園女子中等部2-A  | SPACE★MACO  | ふつう    | ★★☆☆☆    | ★★★★☆    |
| ✻～アスタリスク～                   | ORANGE RANGE             | flow flow   | はやめ    | ★★★☆☆    | ★★★★☆    |
| 遥か彼方                            | ASIAN KUNG-FU GENERATION | HAYATO      | はやめ    | ★★★☆☆    | ★★★★☆    |
| Pray                                | Tommy heavenly6          | Lotte*      | ゆったり  | ★☆☆☆☆    | ★★☆☆☆    |
| CHA-LA HEAD-CHA-LA                  | 影山ヒロノブ             | Timer       | ふつう    | ★★☆☆☆    | ★★★☆☆    |